# Йоган Шімзер

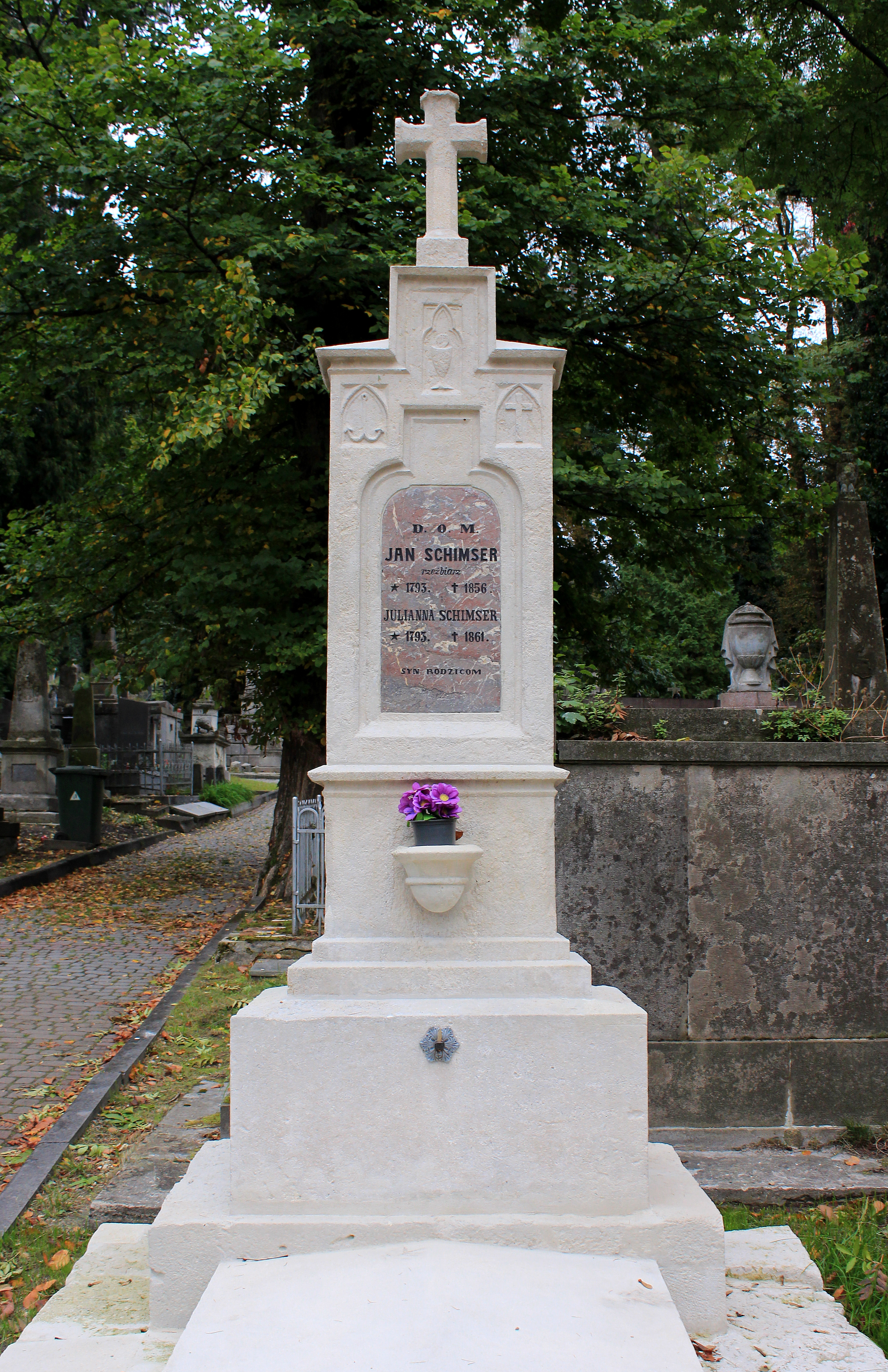
Нагробок на могилі родини Йогана та Юліани Шімзерів.

Йога́н Баптист Ші́мзер  (30 березня 1793, Відень — 1856, Львів) — скульптор, брат Антона Шімзера. Студіював у свого батька, а пізніше із перервами у Віденській академії мистецтв (1810—1818). З 1826 року жив у Львові. Виконав рельєфи на будинках у Львові, численні надгробки на кладовищах — Личаківському у Львові, в Тернополі (зокрема, Микулинецькому), Станиславові та інші портретні погруддя; статуя Яна Непомука у Братиславі. 1847 року створив 25 барельєфів-арабесок для фасаду львівської ратуші, які тимчасово зберігались на її стриху і були втрачені під час пожежі 1848 року. Одружився з Юліанною з Міхальських (1793—1861), з якою мав чотирьох доньок і двох синів.
У творах Шімзера слідний початок занепаду класицизму.
Помер у Львові, похований разом з дружиною на  11 полі Личаківського  цвинтаря .[джерело?]